# Podlesie (Grzymałów)
Podlesie, Podlesie Grzymałowskie (ukr. Підлісся) – dawna wieś, obecnie część osiedla typu miejskiego Grzymałów na Ukrainie, w obwodzie tarnopolskim. Rozpościera się na północny zachód od centrum miasta, nad rzeką Gniłą.

## Historia
Dawniej Podlesie stanowiło odrębną wieś i gminę jednostkową Podlesie Grzymałowskie. W II RP przynależała do woj. tarnopolskiego i powiatu skałackiego; w 1921 roku liczba mieszkańców wynosiła 688. 20 października 1933 gminę Podlesie zniesiono, włączając ją do miasta Grzymałowa.